# Richard Schiff
Richard Schiff (Bethesda, 27 maggio 1955) è un attore statunitense.

## Biografia
Secondo di tre figli, i suoi genitori, Edward (avvocato in diritto immobiliare) e Charlotte (direttrice di una tv via cavo) hanno divorziato quando aveva 12 anni. Durante la scuola superiore, ha lasciato gli studi, ma ha successivamente conseguito un diploma. Nel 1973 si è iscritto al City College of New York, ma non avendo interesse, rinunciò a sostenere gli esami finali e andò in Colorado, dove tagliava la legna e viveva una vita da hippie. Nel 1975 tornò a New York e cominciò a studiare recitazione presso il City College e fu infine accettato nel programma teatrale. Si è laureato nel 1983.

### Carriera
Inizialmente, Schiff non ama recitare e preferisce studiare come regista; dirige diversi spettacoli off-Broadway (spettacoli messi in scena a New York, in teatri più piccoli rispetto a quelli di Broadway), tra cui Antigone, nel 1983, con Angela Bassett. Proprio durante le audizioni per Antigone incontra la sua attuale moglie, Sheila Kelley.
Solo a partire dalla metà degli anni '80, Schiff comincia a lavorare come attore, partecipando a diversi film per la televisione. Lavora con Steven Spielberg in un episodio del tv drama High Incident. Nel 1996 partecipa ad un episodio della nota serie E.R. - Medici in prima linea. Tra il 1996 e il 1997 interpreta il ruolo di Barry Roth nella serie Relativity. Nel 1998 lavora con Eddie Murphy ne Il dottor Dolittle e con Danny DeVito in Living Out Loud.
A partire dal 1999, raggiunge l'apice della sua carriera professionale, interpretando il ruolo di Toby Ziegler, responsabile delle comunicazioni della Casa Bianca, nella celebre serie televisiva West Wing - Tutti gli uomini del Presidente, ideata da Aaron Sorkin. Nel ruolo di Toby Ziegler ottiene numerosi riconoscimenti, tra cui un Emmy Award nel 2000 e due candidature nelle edizioni successive (2001-2002).
Nel 2004 interpreta Jerry Wexler in Ray, film biografico sul famoso cantante blues Ray Charles.

## Vita privata
È sposato con l’attrice Sheila Kelley dal 1996 da cui ha avuto due figli, Gus e Ruby Christine.

## Filmografia

### Attore

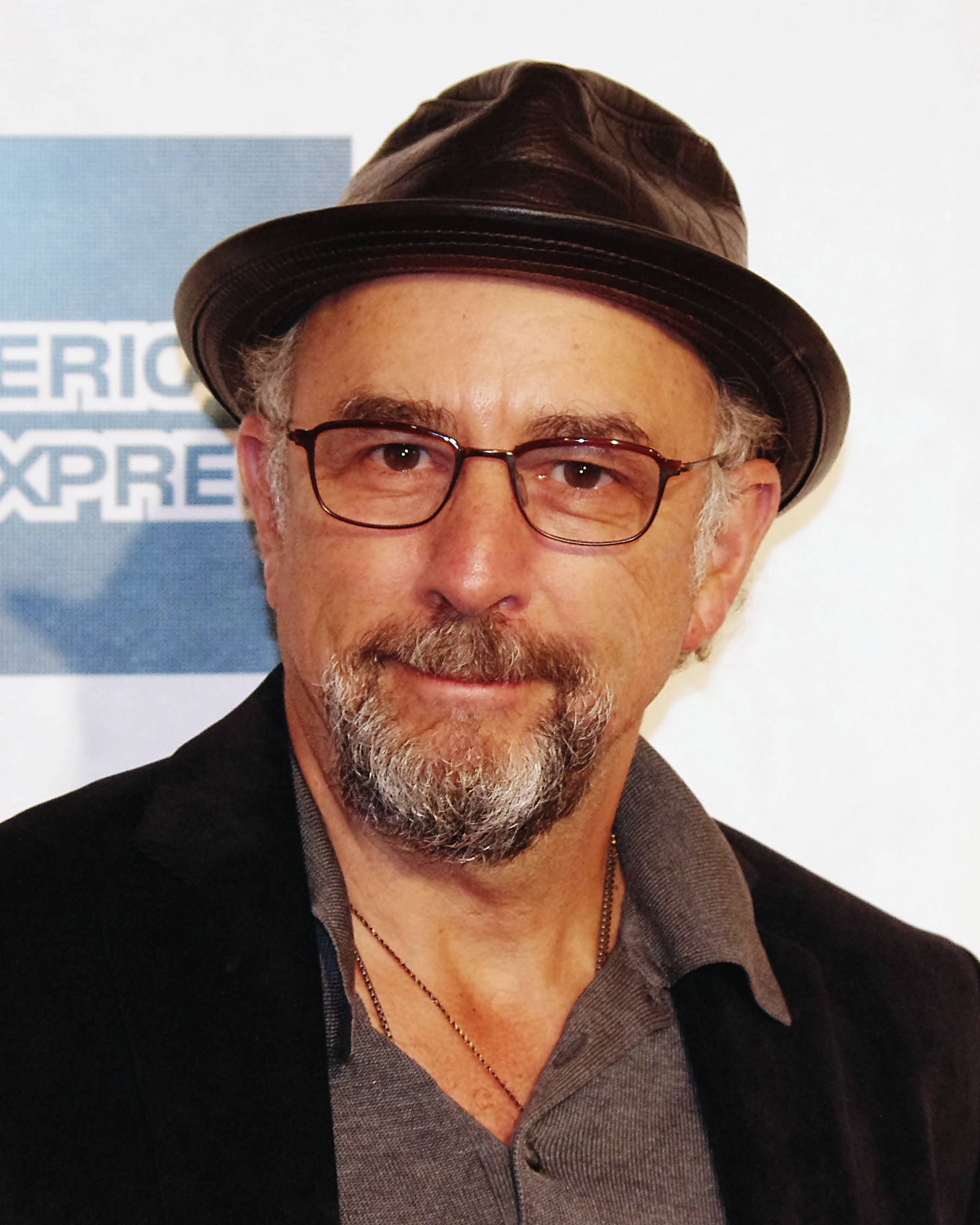
Richard Schiff al Tribeca Film Festival 2012

#### Cinema
- Medium Straight, regia di Adam Friedman (1988)
- Young Guns II - La leggenda di Billy the Kid (Young Guns II), regia di Geoff Murphy (1990)
- Drago d'acciaio (Rapid Fire), regia di Dwight H. Little (1992)
- Occhio indiscreto (The Public Eye), regia di Howard Franklin (1992)
- Malcolm X, regia di Spike Lee (1992)
- Guardia del corpo (The Bodyguard), regia di Mick Jackson (1992)
- Hoffa - Santo o mafioso? (Hoffa), regia di Danny DeVito (1992)
- Fermati, o mamma spara (Stop! Or My Mom Will Shoot), regia di Roger Spottiswoode (1992)
- Skinner, regia di Ivan Nagy (1993)
- My Life - Questa mia vita (My Life), regia di Bruce Joel Rubin (1993)
- Killer Machine (Ghost in the Machine), regia di Rachel Talalay (1993)
- Mister Hula Hoop (The Hudsucker Proxy), regia di Joel Coen (1994)
- Major League - La rivincita (Major League II), regia di David S. Ward (1994)
- Speed, regia di Jan de Bont (1994)
- Ciao Julia, sono Kevin (Speechless), regia di Ron Underwood (1994)
- Tank Girl, regia di Rachel Talalay (1995)
- Miss Magic (Rough Magic), regia di Clare Peploe (1995)
- Seven, regia di David Fincher (1995)
- City Hall, regia di Harold Becker (1996)
- The Arrival, regia di David Twohy (1996)
- Effetto Blackout (The Trigger Effect), regia di David Koepp (1996)
- Grace of My Heart - La grazia del mio cuore (Grace of My Heart), regia di Allison Anders (1996)
- Michael, regia di Nora Ephron (1996)
- Touch, regia di Paul Schrader (1997)
- Prove d'accusa (Loved), regia di Erin Dignam (1997)
- Vulcano - Los Angeles 1997 (Volcano), regia di Mick Jackson (1997)
- Il mondo perduto - Jurassic Park (The Lost World: Jurassic Park), regia di Steven Spielberg  (1997)
- Santa Fe, regia di Andrew Shea (1997)
- Deep Impact, regia di Mimi Leder (1998)
- Il dottor Dolittle (Dr. Dolittle), regia di Betty Thomas (1998)
- Heaven - Il dono della premonizione (Heaven), regia di Scott Reynolds (1998)
- Kiss, regia di Richard LaGravenese (1998)
- Piovuta dal cielo (Forces of Nature), regia di Bronwen Hughes (1999)
- Pazzi in Alabama (Crazy in Alabama), regia di Antonio Banderas (1999)
- Gun Shy - Un revolver in analisi (Gun Shy), regia di Eric Blakeney (2000)
- Costi quel che costi (Whatever It Takes), regia di David Raynr (2000)
- Vite nascoste (Forever Lulu), regia di John Kaye (2000)
- Magic Numbers - Numeri magici (Lucky Numbers), regia di Nora Ephron (2000)
- Mi chiamo Sam (I Am Sam), regia di Jessie Nelson (2001)
- Lo scroccone e il ladro (What's the Worst That Could Happen?), regia di Sam Weisman (2001)
- People I Know, regia di Dan Algrant (2002)
- Ray, regia di Taylor Hackford (2004)
- Civic Duty, regia di Jeff Renfroe (2006)
- Martian Child - Un bambino da amare (The Martian Child), regia di Menno Meyjes (2007)
- Oggi è già domani (Last Chance Harvey), regia di Joel Hopkins (2008)
- Immagina che (Imagine That), regia di Karey Kirkpatrick (2009)
- Solitary Man, regia di Brian Koppelman e David Levien (2009)
- Infedele per caso (The Infidel), regia di Josh Appignanesi (2010)
- L'alba di un vecchio giorno (Another Harvest Moon), regia di Greg Swartz (2010)
- We Want Sex (Made in Dagenham), regia di Nigel Cole (2010)
- Johnny English - La rinascita (Johnny English Reborn), regia di Oliver Parker (2011)
- Volano coltelli (Knife Fight), regia di Bill Guttentag (2012)
- Fire with Fire, regia di David Barrett (2012)
- L'uomo d'acciaio (Man of Steel), regia di Zack Snyder (2013)
- Annie Parker (Decoding Annie Parker), regia di Steven Bernstein (2013)
- Beach Pillows, regia di Sean Hartofilis (2014)
- Before I Disappear, regia di Shawn Christensen (2014)
- La regola del gioco (Kill the Messenger), regia di Michael Cuesta (2014)
- The Gambler, regia di Rupert Wyatt (2014)
- Take Me to the River, regia di Matt Sobel (2015)
- The Automatic Hate, regia di Justin Lerner (2015)
- Entourage, regia di Doug Ellin (2015)
- American Fable, regia di Anne Hamilton (2016)
- The Men, regia di Michael G. Cooney (2017)
- Geostorm, regia di Dean Devlin (2017)
- Attacco alla verità - Shock and Awe (Shock and Awe), regia di Rob Reiner (2017)
- Clemency, regia di Chinonye Chukwu (2019)
- Black Panther: Wakanda Forever, regia di Ryan Coogler (2022)

#### Televisione
- Cin cin (Cheers) – serie TV, 1 episodio (1988)
- Trenchcoat in Paradise – film TV, regia di Martha Coolidge (1989)
- Racconti di mezzanotte (Tales from the Crypt) – serie TV, 1 episodio (1990)
- Finché morte non ci separi (Till Death Us Do Part) – film TV, regia di Yves Simoneau (1992)
- Cruel Doubt – miniserie TV, 2 puntate (1992)
- La famiglia Brock (Picket Fences) – serie TV, 1 episodio (1992)
- Avvocati a Los Angeles (L.A. Law) – serie TV, 1 episodio (1992)
- Doogie Howser (Doogie Howser, M.D.) – serie TV, 1 episodio (1993)
- The Positively True Adventures of the Alleged Texas Cheerleader-Murdering Mom – film TV, regia di Michael Ritchie (1993)
- Wild Palms – miniserie TV, 1 puntata (1993)
- South of Sunset – serie TV, 1 episodio (1993)
- The John Larroquette Show – serie TV, 1 episodio (1994)
- Murphy Brown – serie TV, 1 episodio (1994)
- Thunder Alley – serie TV, 1 episodio (1994)
- Amelia Earhart - L'ultimo viaggio (Amelia Earhart: The Final Flight) – film TV, regia di Yves Simoneau (1994)
- Bayside School - Matrimonio a Las Vegas (Saved by the Bell – Wedding in Las Vegas) – film TV, regia di Jeff Melman (1994)
- Love & War – serie TV, 1 episodio (1994)
- If Not for You – serie TV, 1 episodio (1995)
- Maybe This Time – serie TV, 1 episodio (1995)
- Murder One – serie TV, 1 episodio (1995)
- NYPD - New York Police Department (NYPD Blue) – serie TV, 2 episodi (1995-1997)
- E.R. - Medici in prima linea (E.R.) – serie TV, 1 episodio (1996)
- Chicago Hope – serie TV, 1 episodio (1996)
- Relativity – serie TV, 8 episodi (1996-1997)
- High Incident – serie TV, 1 episodio (1996)
- Special Report: Journey to Mars – film TV, regia di Robert Mandel (1996)
- The Taking of Pelham One Two Three – film TV, regia di Félix Enríquez Alcalá (1998)
- The Pentagon Wars – film TV, regia di Richard Benjamin (1998)
- Ally McBeal – serie TV, 1 episodio (1998)
- The Practice - Professione avvocati (The Practice) – serie TV, 1 episodio (1998)
- Brooklyn South – serie TV, 1 episodio (1998)
- Roswell – serie TV, 3 episodi (1999)
- Becker – serie TV, 1 episodio (1999)
- West Wing - Tutti gli uomini del Presidente (The West Wing) – serie TV, 144 episodi (1999-2006)
- Entourage – serie TV, 1 episodio (2005)
- Burn Notice - Duro a morire (Burn Notice) – serie TV, 1 episodio (2007)
- Eli Stone – serie TV, 1 episodio (2008)
- Detective Monk (Monk) – serie TV, episodio 7x08 (2008)
- Terminator: The Sarah Connor Chronicles – serie TV, 1 episodio (2008)
- In Plain Sight - Protezione testimoni (In Plain Sight)  – serie TV, 1 episodio (2009)
- Svetlana – serie TV, 1 episodio (2010)
- Past Life – serie TV, 9 episodi (2010)
- Any Human Heart – serie TV, 2 episodi (2010)
- The Cape – serie TV, 3 episodi (2011)
- White Collar – serie TV, 1 episodio (2011)
- Un All Night – serie TV, 1 episodio (2011)
- Innocent – film TV, regia di Mike Robe (2011)
- Criminal Minds: Suspect Behavior – serie TV, 4 episodi (2011)
- C'era una volta (Once Upon a Time) – serie TV, 2 episodi (2012)
- The Mindy Project – serie TV, 1 episodio (2012)
- NCIS - Unità anticrimine (NCIS) – serie TV, 3 episodi (2012)
- Chasing the Hill – serie TV, 4 episodi (2012-2013)
- House of Lies – serie TV, 9 episodi (2012-2016)
- Bones – serie TV, 1 episodio (2013)
- Murder in the First – serie TV, 10 episodi (2014)
- Key and Peele – serie TV, 1 episodio (2014)
- Manhattan – serie TV, 9 episodi (2014-2015)
- Wet Hot American Summer: First Day of Camp – miniserie TV, 1 puntata (2015)
- The Affair - Una relazione pericolosa (The Affair) – serie TV, 12 episodi (2015-2019)
- Rogue – serie TV, 19 episodi (2015-2017)
- Ballers – serie TV, 26 episodi (2015-2019)
- The Grinder – serie TV, 2 episodi (2016)
- Mom – serie TV, 1 episodio (2016)
- Dirk Gently - Agenzia di investigazione olistica (Dirk Gently's Holistic Detective Agency) – serie TV, 5 episodi (2016)
- When We Rise – miniserie TV, 1 episodio (2017)
- The Good Doctor – serie TV (2017-2024)
- Chicago Justice – serie TV, 1 episodio (2017)
- Counterpart – serie TV, 7 episodi (2018-2019)

### Doppiatore
- God of War Ragnarök – videogioco (2022)

## Doppiatori italiani
Nelle versioni in italiano delle opere in cui ha recitato, Richard Schiff è stato doppiato da:
- Luca Biagini ne Il mondo perduto - Jurassic Park, Kiss, West Wing - Tutti gli uomini del Presidente (st. 1-5), Eli Stone, Criminal Minds: Suspect Behavior, The Good Doctor, Super Pumped
- Ambrogio Colombo in Immagina che, Wet Hot American Summer: First Day of Camp, The Affair - Una relazione pericolosa, Geostorm
- Dario Penne in Heaven, In Plain Sight - Protezione testimoni, C'era una volta, Dirk Gently - Agenzia di investigazione olistica
- Gianni Giuliano in The Arrival, Fire with Fire, Entourage, Chicago Justice
- Oliviero Dinelli in City Hall, Ray, Jean-Claude Van Johnson
- Franco Zucca in NYPD - New York Police Department (ep. 4x21), Terminator - The Sarah Connor Chronicles, We Want Sex
- Antonio Palumbo ne House of Lies, La regola del gioco, Manhattan
- Giorgio Lopez ne Il dottor Dolittle, Gunshy - Un revolver in analisi, White Collar
- Gerolamo Alchieri in Skinner, Johnny English - La rinascita, L'uomo d'acciaio
- Nino Prester in Deep Impact, Lo scroccone e il ladro
- Paolo Lombardi in NYPD - New York Police Department (ep. 2x15), NCIS - Unità anticrimine
- Sergio Lucchetti in Mi chiamo Sam, Black Panther: Wakanda Forever
- Stefano Mondini in Past Life, Mom
- Nicola Marcucci in West Wing - Tutti gli uomini del Presidente (st. 6-7)
- Angelo Nicotra in Seven
- Pino Ammendola in E.R. - Medici in prima linea
- Manlio De Angelis in Pazzi in Alabama
- Gianni Quillico in Ally McBeal
- Sergio Matteucci in Guardia del corpo
- Carlo Valli in Solitary Man
- Pietro Biondi in My Life - Questa mia vita
- Maurizio Reti in Martian Child - Un bambino da amare
- Fabrizio Vidale in Magic Numbers - Numeri magici
- Mauro Bosco in People I Know
- Neri Marcorè in Piovuta dal cielo
- Claudio Fattoretto in Costi quel che costi
- Mino Caprio in Miss Magic
- Pasquale Anselmo in Oggi è già domani
- Saverio Indrio in Detective Monk
- Paolo Buglioni in Burn Notice - Duro a morire
- Gaetano Lizzio in L'alba di un vecchio giorno
- Stefano De Sando in Infedele per caso
- Pietro Ubaldi in Annie Parker
- Nicola Braile in When We Rise
- Giovanni Petrucci in Volano coltelli
- Dario Oppido in Murder in the First
- Luca Dal Fabbro in The Gambler
- Enzo Avolio in Ballers
- Luca Graziani in Clemency
- Stefano Oppedisano in Prove d'accusa (ridoppiaggio)